# リー・マーレイ
リー・マーレイ（Lee Murray、1977年11月12日 - ）は、イギリスの男性元総合格闘家。イングランド・ロンドン出身。モロッコ系イギリス人。ロンドン・シュートファイターズ所属。
2006年に発生したイギリス最大の銀行強盗事件であるセキュリタス銀行現金強奪事件の容疑者の1人。

## 来歴

### 総合格闘技
ミレニアム・ブロウル (Millennium Brawl) 等のローカルプロモーションで活躍し、2003年7月にはペレにKO勝利を収めた。7勝1敗の戦績でUFCと契約を果たし、2004年1月31日UFC 46で初出場、ホルヘ・リベラに一本勝ちした。同年9月にはCage Rageでアンデウソン・シウバとのミドル級王座決定戦に出場、3度のダウンを喫し0-3の判定負けで王座獲得に失敗した。現在までのところ、これが最後の試合となっている。

### ストリートでのトラブル
2002年7月13日、イギリスで開催されたUFC 38の試合後、ナイトクラブで催されたパーティで当時のUFC世界ライトヘビー級王者ティト・オーティズと乱闘になり、マーレイはオーティズを殴って気絶させたと報じられた。
2003年12月、自動車運転中に起きた事故の相手ドライバーに暴力を働き、翌年夏に傷害罪で起訴された。最終的には棄却されたものの、この事件がきっかけでビザが下りなくなったためUFCに出場することが出来なくなり、出場予定であったUFC 48を欠場した。
2005年9月、ロンドンのクラブFunky Buddhaで2人の男にナイフで襲撃され、左胸を切られ乳頭を失った。その1週間後の9月28日、ローレン・ポープ（イギリスのモデル）の誕生日パーティに出席するため同じクラブに向かったが、待ち伏せにあい30名を超す乱闘に発展、マーレイは胸を刺され動脈が切れ出血、傷口が肺にまで達する重傷を負い、一時は重体となったものの、約4リットルの輸血と2度の手術により一命を取り留めた。その後12月には練習を再開している。

### セキュリタス銀行現金強奪事件
刺傷事件から快復後、マーレイは知人のリー・ラシャ (Lea Rusha) とセキュリタス銀行への強盗を共謀し、2006年2月21日に銀行のマネージャーとその家族を人質に取ると、翌22日午前1時、ケント州トンブリッジにあるセキュリタス銀行から英国の犯罪史上最悪となる5300万ポンド（当時レートで約9200万ドル）の現金を6人の共犯者と共に強奪した。事件後マーレイは父の出生地モロッコに逃亡し、市民権を主張し引き渡しから保護されていたものの、6月25日にイギリス側の要請を受けたモロッコ警察が首都ラバトのショッピングモール50人規模の騒動を捏造し、その過程で友人3人と一緒にいたマーレイは逮捕された。家宅捜索でコカインが押収され、2007年2月に懲役8か月が決定し、英国とモロッコには犯罪者引き渡しに関する協定がなく、英国側が引き渡しを要求する中26か月に渡り留置が続けられた。2009年6月23日、モロッコの最高裁判所によるモロッコの市民権の認定、及び英国への引き渡しの棄却に伴い一時釈放されたが、その後英国側が強盗事件に関し、国内法での裁判を正式に要請したため再逮捕された。

### 映画化
2009年9月、マーレイの格闘家時代・強盗事件などを題材にした映画『ブレイキング・ザ・バンク (Breaking The Bank)』（監督：ダーレン・アロノフスキー）の制作が発表された。

## 戦績
| 総合格闘技 戦績 | 総合格闘技 戦績 | 総合格闘技 戦績 | 総合格闘技 戦績 | 総合格闘技 戦績 | 総合格闘技 戦績 | 総合格闘技 戦績 |
| --------------- | --------------- | --------------- | --------------- | --------------- | --------------- | --------------- |
| 12 試合         | (T)KO           | 一本            | 判定            | その他          | 引き分け        | 無効試合        |
| 8 勝            | 4               | 4               | 1               | 0               | 1               | 1               |
| 2 敗            | 0               | 1               | 1               | 0               | 1               | 1               |

| 勝敗 | 対戦相手               | 試合結果                      | 大会名                                                                  | 開催年月日    |
| ×    | アンデウソン・シウバ   | 5分3R終了 判定0-3             | Cage Rage 8: Knights of the Octagon 【Cage Rage世界ミドル級王座決定戦】 | 2004年9月11日 |
| ○    | ホルヘ・リベラ         | 1R 1:45 腕ひしぎ三角固め      | UFC 46: Supernatural                                                    | 2004年1月31日 |
| ○    | ペレ                   | 2R KO（パウンド）             | Extreme Force 1: Genesis                                                | 2003年7月13日 |
| ○    | アミール               | 1R 0:04 KO（パンチ）          | Millennium Brawl 8                                                      | 2002年9月22日 |
| ○    | カマ・ブムナ           | 1R 0:20 腕ひしぎ十字固め      | Millennium Brawl 7                                                      | 2002年6月16日 |
| ○    | ゲーリー・ウォーレン   | 1R KO（パンチ）               | Millennium Brawl 3: Independence Day                                    | 2001年7月1日  |
| △    | クリス・ベーコン       | 引き分け                      | Millennium Brawl 2: Capital Punishment                                  | 2001年3月11日 |
| －   | ダニー・ラッシュトン   | 1R 無効試合                   | Ring of Truth 2                                                         | 2000年7月9日  |
| ×    | ジョー・ドークセン     | 1R 1:19 腕ひしぎ十字固め      | Extreme Challenge 34 【決勝】                                           | 2000年6月17日 |
| ○    | クリス・アルバンディア | 1R 2:23 アンクルホールド      | Extreme Challenge 34 【1回戦】                                          | 2000年6月17日 |
| ○    | マイク・トムリンソン   | 1R チキンウィングアームロック | Ring of Truth 1                                                         | 2000年3月12日 |
| ○    | ロブ・ハドソン         | KO                            | Millennium Brawl 1: The Beginning                                       | 1999年12月5日 |